# Léon Say
Jean-Baptiste-Léon Say (París, 6 de junio de 1826 - ibídem, 21 de abril de 1896) fue un estadista y diplomático francés, con especial dedicación e influencia en las finanzas de la Tercera República Francesa, donde promovió la introducción de medidas librecambistas. Ministro de Finanzas entre 1872 y 1883, también fue un notable economista del siglo XIX.

## Biografía
Say procedía de una familia influyente. Su abuelo Jean-Baptiste Say era un conocido economista. El hermano de este, Louis-Auguste Say (1774-1840), director de una refinería de azúcar en Nantes, escribió varios libros de economía; y su hijo, Horacio-Émile Say (1794-1860), padre de Léon Say, fue educado en Ginebra, antes de viajar a los Estados Unidos. Después de regresar a París, se establece como negociante, llegando a Presidente de la Cámara de Comercio en 1848; su aclamado estudio de las condiciones industriales en París le ganaron un asiento en la Academia de Ciencias Morales y Políticas en 1857.
Desde muy joven, Léon Say estaba dotado del celo necesario para el estudio de la economía y de la teoría económica: a los veintidós años escribe su ensayo Histoire de la caisse descompte. Habiendo sido destinado inicialmente para la abogacía, acaba trabajando en un banco, y posteriormente es nombrado ejecutivo de los Chemins de fer du Nord. Entretanto, era colaborador regular del Journal des débats, creciendo su reputación a través de una serie de ataques brillantes a la administración financiera del Barón Haussmann, Prefecto del departamento del Sena.

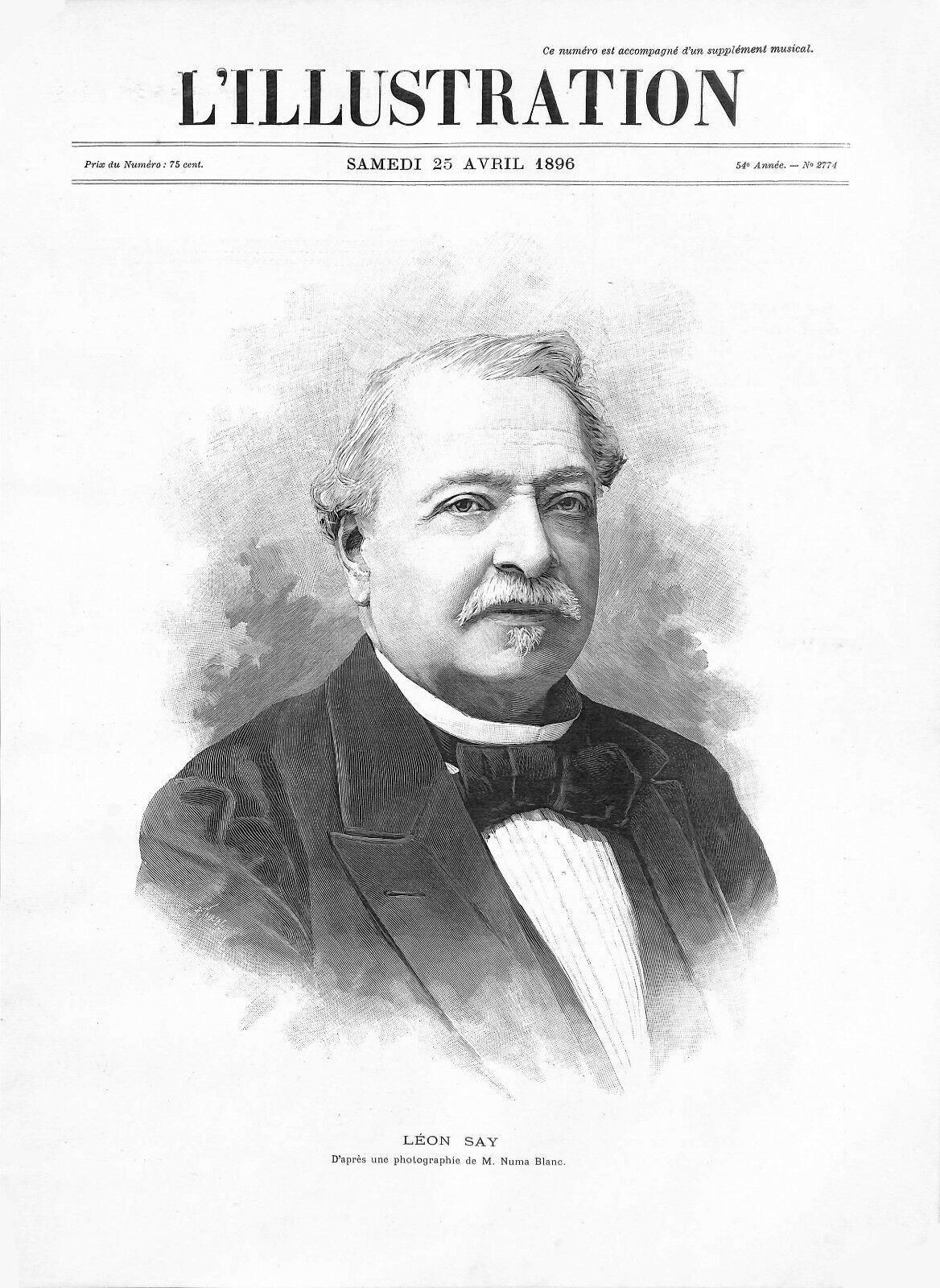
Léon Say en la portada de L'Illustration, 25 de abril de 1896.

Say muestra un talento especial para atraer audiencias populares hacia las cuestiones económicas. Sus simpatías, coincidiendo con su abuelo, estaban con la escuela de economía británica de pensamiento, y va ganando reputación como partidario de los principios de libre comercio para Francia. Como hablante fluido del inglés, bien familiarizado con sus costumbres e instituciones, Say traduce al francés la Teoría de Cambios de Goschen.
Fue uno de los pioneros del movimiento cooperativo en Francia. Elegido a la Asamblea de 1871 para los Departamentos de Sena y Seine-et-Oise, escoge el primero, ocupando su escaño con el grupo de los Liberales Moderados, con cuyos principios estuvo ligado toda su vida. Es inmediatamente escogido como informador de la Comisión Parlamentaria relativa al estado de las finanzas nacionales francesas, lo que le permite redactar dos elaborados informes. Thiers, opuesto a que estos informes se hagan de dominio público, pero impresionado por la capacidad mostrada en ellos, nombró a Say el 5 de junio Prefecto del Sena.

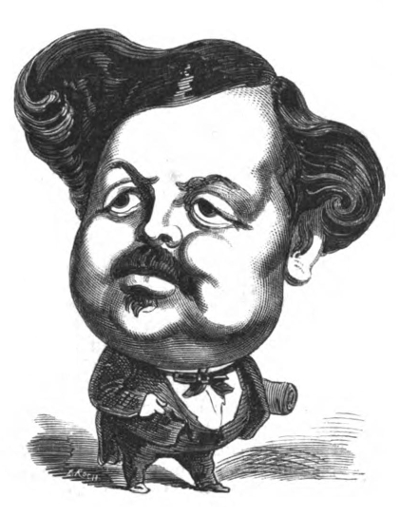
Caricatura por Alfred Le Petit, publicada en Le Trombinoscope (Quién es quien) de Toutchatout en 1873.

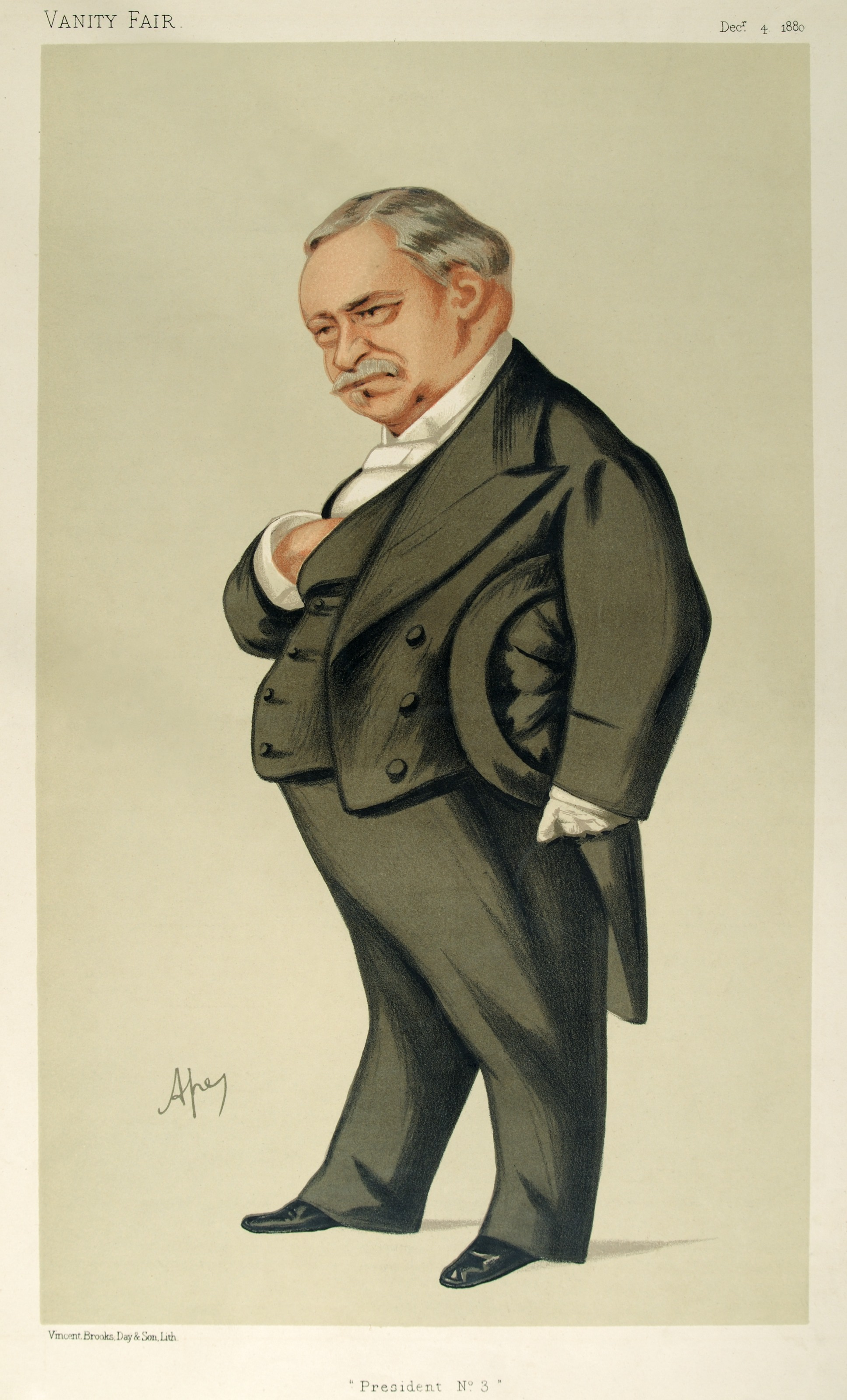
Caricatura por Carlo Pellegrini firmada «Ape», publicada en el Vanity Fair en 1880.

La caída del Segundo Imperio, el asedio de París, y la Comuna habían reducido la administración de la capital al caos, y la tarea de la reconstrucción puso a prueba severamente a la administración de la prefectura. Aun así, esto era un regalo para Say, quien estaba eminentemente entregado a la tarea; y solo la dejó para asumir, en diciembre de 1872, el puesto de Ministro de Finanzas (una muestra de agradecimiento notable de Thiers, quien supo moderar sus propias y arraigadas convicciones proteccionistas).
En todos los otros aspectos, Say se consideraba a sí mismo como discípulo de Thiers, quien en su última intervención pública, había designado a Say como uno de los hombres más jóvenes que habría de intervenir en su trabajo. Cesa con Thiers el 24 de mayo de 1873, y se convierte en dirigente del grupo parlamentario del Centro-Izquierda, disputando infructuosamente la Presidencia de la Cámara contra Buffet. A pesar de sus puntos de vista divergentes, acepta la petición urgente de Patrice de Mac Mahon, Duque de Magenta y Presidente de Francia, para formar parte en marzo de 1875 del Gabinete de Buffet; pero la política reaccionaria del primer ministro condujo a una disputa entre ambos en la prensa y en el parlamento, que desembocó en la dimisión de Buffet.
Say continuó controlando el Ministerio de Finanzas bajo Jules Dufaure y Jules Simon; y otra vez más con el gobierno Dufaure de diciembre de 1877, así como con el Gabinete Waddington, hasta diciembre de 1879. Durante este largo periodo, desarrolla un indudable don para intervenir en los asuntos financieros franceses. En primer lugar, tuvo que hacer frente al reembolso de las indemnizaciones de la guerra franco-prusiana, una tarea que, gracias a sus consumados conocimientos de los mercados de cambio, se pudo completar mucho antes del tiempo prescrito. Fue en una reunión mantenida entre Say, Gambetta y Charles de Freycinet en 1878, cuando el gran programa de trabajos públicos, propuestos por el último, fue adoptado como política de estado.
El punto de vista financiero general de Say era aminorar la carga de impuestos. De acuerdo con sus principios de mercado de comercio libre, estaba convencido de que la manera más segura de enriquecer la nación francesa, y por lo tanto su Tesorería, era eliminar todas las restricciones en el comercio interno. Consiguientemente, redujo el índice de las tasas, rebajó los impuestos de muchos productos básicos, como el papel, y luchó fuertemente, aunque sin resultados, contra el sistema de impuestos locales denominado "octrois".
El 30 de abril de 1880 aceptó el cargo de Embajador en Londres con el propósito de negociar un tratado comercial entre Francia y Gran Bretaña, pero es reclamado para la Presidencia del Senado (que había quedado vacante) el 25 de mayo, no sin antes asegurar un preacuerdo con el Gobierno Británico, con una cláusula importante como la reducción de impuestos sobre los vinos franceses más baratos.
En enero de 1882, es nombrado Ministro de Finanzas en el Gabinete Freycinet, que fue sustituido en el mes de julio siguiente debido a su derrota sobre la cuestión egipcia. Las políticas económicas de Say perdieron el favor de las nuevas generaciones de políticos franceses, y su liberalismo académico fue tachado de anticuado. Los socialistas, que nunca habían cesado de criticar estas políticas económicas, incrementaron su poder, y el librecomercio era descartado en favor del proteccionismo preconizado por Félix Méline, contra el que Say organizó en vano la Ligue contre le renchérissement du pain (la Liga contra el encarecimiento del pan). Aun así, tuvo una participación notable en la oposición exitosa al alza del impuesto sobre la renta, al que consideraba un freno del esfuerzo individual y del ahorro.

Escudo de armas de Léon Say

En 1889 dimite del Senado para ingresar en el Congreso como Diputado por Pau, en la creencia de que sus esfuerzos por implantar el liberalismo eran necesitados más urgentemente en la Asamblea Nacional. Durante su carrera mantendrá una incesante actividad como escritor y como conferenciante en economía, y en ambas facetas ejerció una influencia mucho más amplia que la de los círculos políticos.
Especial mención merece su trabajo como editor y colaborador en el Dictionnaire des finances y en el Nouveau Dictionnaire d'économie politique. Su estilo literario era fácil y lúcido, y a menudo era llamado para dar consejo sobre la redacción de importantes documentos oficiales, como el famoso mensaje presidencial de diciembre de 1877. Fue durante muchos años el miembro más prominente de la Académie des Ciencias Morales et Politiques, y en 1886 fue elegido miembro de la Académie française, sucediendo a Edmond About.
Say falleció en París el 21 de abril de 1896. Una selección de sus escritos más importantes y de sus discursos han sido publicados en cuatro volúmenes bajo el título de Les Finances de la France sous la troisime république (1898-1901).

## Carrera profesional
- 1850-1852 : Banque d'Eichthal
- 1852-1855 : Administrador de la Compañía los Ferrocarriles de Lyon
- 1855 : columnista en el Journal des débats
- 1857 : Administrador de la Compañía de los Ferrocarriles del Norte
- 1868 : Presidente de la Nueva Sociedad de Hulleras y Fundiciones de l’Aveyron
- 1870 : Director del Journal des débats

## Cargos públicos
- 1869 : Consejero general del Cantón de L'Isle-Adam
- 1871 : Diputado
- 1871 : Prefecto de París en sustitución del Baron Haussmann
- 1872-1873 : Ministro de Finanzas
- 1875-1877 : Ministro de Finanzas
- 1877-1879 : Ministro de Finanzas
- 1880 : Embajador de Francia en el Reino Unido, con sede en Londres
- 1882: Ministro de Finanzas
- 30 de enero de 1876 - 22 de septiembre de 1889 : Senador de Seine-et-Oise; y Presidente del Senado del (25-5-1880) al (30-1-1882)
- 1889-1896: Diputado por los Pirineos Atlánticos, elegido en Pau

## Publicaciones
- Nouveau Dictionnaire d'économie politique (directeur de publication) (1889-92)
- Turgot (1887) (disponible en reedición del Institut Coppet, 2014)
- Prefacio de la reedición de 1895 del libro de Alexandre Moreau de Jonnès, Aventures de guerre au temps de la République et du Consulat

| Predecesor: Edmond About | Miembro N°12 de la Silla 11 de la Academia Francesa 1886-1896 | Sucesor: Albert Vandal |

## Honores
- Caballero de la Gran Cruz de la Legión de Honor